# شؤون الطلاب

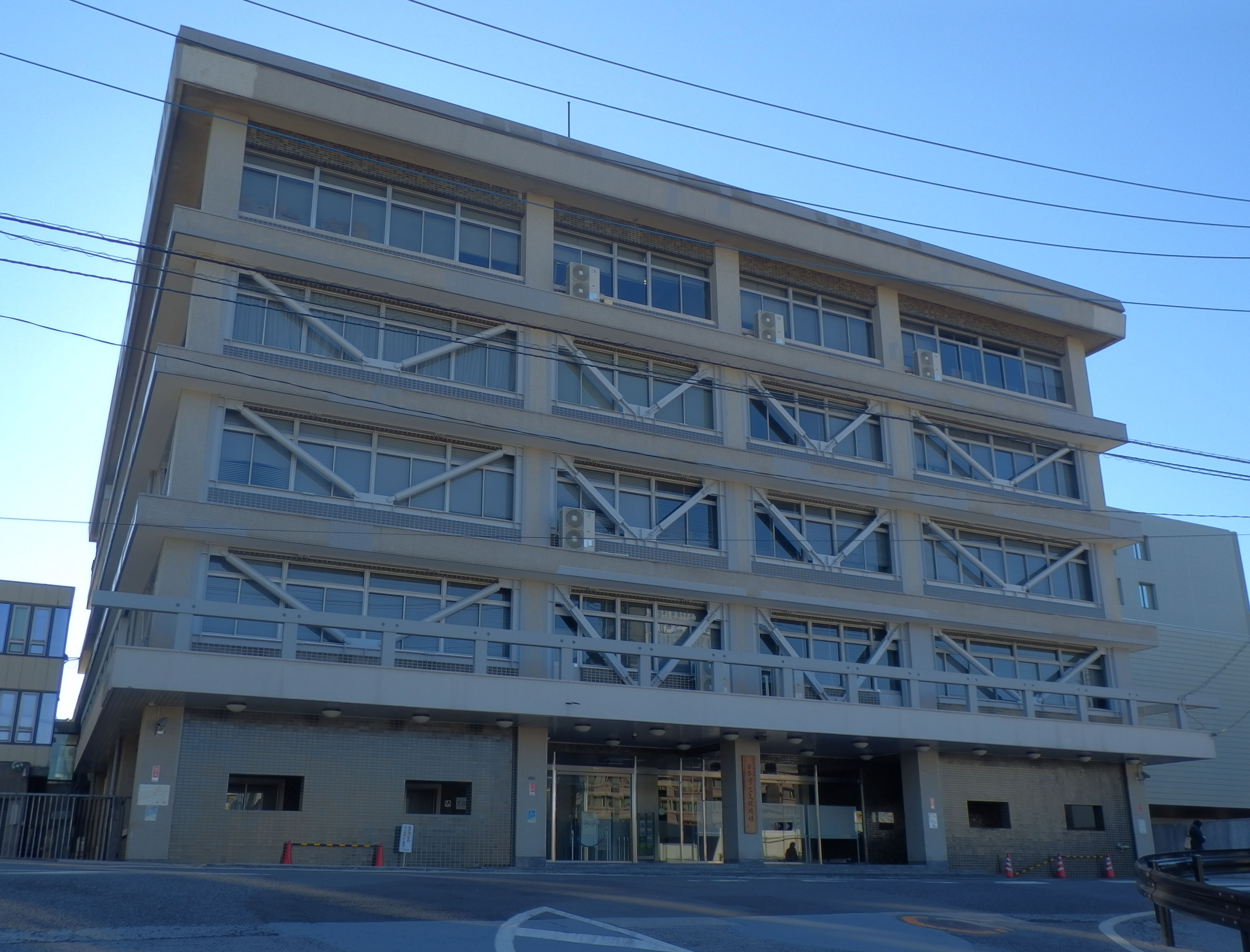

شؤون الطلاب (وتعرف أيضاً «حياة الطالب» أو العاملين في شؤون الطلاب) وهم الموظفون الذين يقدمون الخدمات والدعم للطلاب في مؤسسات التعليم العالي لتعزيز نمو وتطور الطلاب في مختلف أنحاء العالم. ويترأس شؤون الطلاب غالبًا ما يمسى بعميد شؤون الطلاب أو نائب رئيس الجامعة لشؤون الطلاب ويتبع مباشرة رئيس المؤسسة التعليمية أو نائب رئيس المؤسسة. ويكون غالبًا الهيكل التنظيمي النموذجي لشؤون الطلاب كما يلي: مستشار/ نائب رئيس الجامعة لشؤون الطلاب، عميد شؤون الطلاب، مساعد نائب رئيس الجامعة، مدير إدارة، مساعد المدير، منسق، موظفي الدعم الإداري.